# Flexform
Flexform ist ein italienisches Unternehmen mit Sitz in Meda. Die Firma, die 1959 von den Brüdern Galimberti gegründet wurde, entwirft, produziert und verkauft Einrichtungen und Zubehör für Wohnbedarf und öffentliche Räume.

## Geschichte
Anfang des 20. Jahrhunderts gründete die Familie Galimberti einen Handwerksbetrieb für Sessel und Sofas. 1959 beschlossen die Brüder Romeo, Pietro und Agostino Galimberti, ihn in Flexform di Galimberti umzubenennen. Die Produkte wurden in der lokalen Umgebung gehandelt.
1967 wurde die Gesellschaft zu einer AG und vom Handwerks- zum Industriebetrieb. Sie arbeitete mit italienischen Architekten und Designern zusammen, von denen sich einige zu führenden Vertretern des italienischen Designs entwickelten. Für das Markendesign sorgte 1969 der Grafiker Pino Tovaglia. Der Designer Joe Colombo entwarf in jener Zeit den Sessel Tube Chair, der dann in die Dauerausstellung des Museum of Modern Art (MoMA) in New York aufgenommen wurde.
In den 1970er Jahren begann Flexform auch mit dem Export ins Ausland. Bei der Möbelmesse in Köln wurden Kontakte nach Nordeuropa geknüpft. Nach einer wirtschaftlichen Expansion in ganz Europa exportierte die zweite Generation der Familie Galimberti auch nach Übersee. Mit dem Eintritt der dritten Generation Ende der neunziger Jahre exportierte das Unternehmen nach Brasilien, Russland, China, in die USA und die Länder des fernen und mittleren Ostens. 2001 wurde die neue Produktkollektion Flexform Mood mit ihrem internationalen Retro-Stil eingeführt, die zunächst von dem amerikanischen Designer John Hutton koordiniert wurde.
Das Unternehmen ist im Familienbesitz geblieben. Es besteht aus 135 Beschäftigten und einem Werk mit 30.000 m² Fläche. Die gesamte Produktion wird weiterhin ausschließlich in Italien in Meda hergestellt.

## Designer
Im Laufe der Jahre wurden in den Entwurf neuer Produkte namhafte Designer und Architekten einbezogen, darunter: Asnago-Vender, Sergio Asti, Cini Boeri, Joe Colombo, Paolo Nava, Rodolfo Bonetto, Carlo Colombo, Gigi Radice, Giulio Manzoni. In den letzten 40 Jahren koordinierte der Architekt Antonio Citterio die gesamte Kollektion.
Im Jahr 2016 wurde das Sofa ADAGIO präsentiert, entworfen von Architekt Daniel Libeskind.

## Preise
Der Sessel A.B.C.D., entworfen von Antonio Citterio, wurde mit einer ehrenvollen Erwähnung des XXIV Compasso d'Oro ADI prämiert, und von der Associazione per il disegno industriale (Verband des Industriedesigns in Italien) für die Veröffentlichung im ADI Index 2015 ausgewählt.